# Cabo Fear
El cabo Fear (en inglés: Cape Fear, que significa, «Cabo del Miedo») es un promontorio que se adentra en el océano Atlántico desde Bald Head Island, en la costa de Carolina del Norte, al sureste de los Estados Unidos. Se compone principalmente de dunas en reposo en un arrecife de coral y sedimentos del estuario del río Cape Fear, que drena la costa sureste de Carolina del Norte, al sur de Wilmington. Es el extremo sur del estado de Carolina del Norte y está ubicado en la intersección de dos arcos cóncavos que forman el perfil costero continental
Desde las playas al segundo nivel de dunas domina la vegetación. En el segundo piso de las dunas, allí se mezcla con otras hierbas como la borraza, la panicum, la euphorbia, etc., formando un prado estable, resistente a la sal.
En el estuario del río de la Rivera Cape Fear se localizan los mayores valles de Carolina del Norte y allí vive más del 27% de la población de este estado.

## Hechos en Cabo Fear
En la cartografía de las primeras expediciones europeas este accidente costero fue llamado en español Cabo Medanoso, aunque tal nombre también le fue dado (con más propiedad) al que hoy en día es conocido como cabo Hatteras.
El 24 de junio de 1521, el explorador español Francisco Gordillo contratado por Lucas Vázquez de Ayllón desembarcó en este promontorio y regresó  a La Española tras secuestrar a unos sesenta nativos.
Giovanni da Verrazzano (explorador italiano), tocó tierra en el actual cabo Fear en su viaje al Nuevo Mundo  en la primavera de 1524 o 1525.
El nombre actual (que tiene como variantes Cape Fair -Cabo Fuego o Cabo Tarifa- o Cape Fare -Cabo Faro-) procede de la expedición inglesa de enero de 1585, comandada por Richard Grenville  o Richard Grenvilles, quien esperaba encontrar tras este cabo una vía para llegar a la Isla Roanoke. Al encallar un navío de la expedición en este accidente costero los tripulantes lo llamaron Cape Fear (Cabo Miedo) .
El cabo Fear también fue el lugar donde desembarcó el general Henry Clinton durante la guerra de Independencia de Estados Unidos, el 3 de mayo de 1775.
La película Cape Fear, de 1962, está rodada en el promontorio del cabo Fear.
- Datos: Q1034413
- Multimedia: Cape Fear / Q1034413